# Pero inviolata
Pero inviolata är en fjärilsart som beskrevs av George Duryea Hulst 1898. Pero inviolata ingår i släktet Pero och familjen mätare. Inga underarter finns listade i Catalogue of Life.